# Cúda
Cúda je dřívější název krajského soudu (iudicium provinciale), který se používal především na Moravě. Zatímco v Čechách krajští soudci (iudices provinciales) zanikli spolu s hradskou soustavou a jejich pravomoc přešla na zemský nebo dvorský soud, moravské cúdy se vzhledem k rozdělení země na úděly udržely delší dobu. Postupně se ovšem slučovaly do větších celků (např. bítovská cúda se znojemskou a ta poté s brněnskou), až Karel IV. tento proces dokončil tím, že vytvořil moravský zemský soud, který vzhledem k tradici nejdůležitejších cúd v Olomouci a v Brně zasedal střídavě v obou městech.
Soudní moc zpočátku patřila především panovníkovi, až v průběhu času byla delegována na zvláštní úředníky. Také se rozdělila na řádné soudní řízení a tzv. popravu, náhlý soud, který se mohl konat tehdy, byl-li pachatel dopaden už při činu nebo ještě na útěku. Řádný soud byl veřejný, právo se nalézalo pomocí obyčejů, ale jedním z nich např. bylo, že předvolaný (pohnaný) se mohl ještě před vynesením nálezu očistit, dokázat svou nevinu. U moravských cúd takovému pravidelnému soudu předsedali cúdaři, skuteční soudci rozhodující až na základě podané žaloby, zatímco místní krajští soudci měli i přes svůj název spíše pravomoc českých poprávců udržovat z úřední moci veřejnou bezpečnost. V přeneseném slova smyslu se cúdou nazýval také obvod, ve kterém ten který hradský soud vykonával svou jurisdikci.